# Joan Baez/5
| Recensione                        | Giudizio |
| --------------------------------- | -------- |
| AllMusic                          | [ 2 ]    |
| The New Rolling Stone Album Guide | [ 3 ]    |

Joan Baez/5 è un album di Joan Baez, pubblicato dalla Vanguard Records nell'ottobre del 1964.

## Tracce
Lato A
1. There But for Fortune – 3:11 (Phil Ochs)
2. Stewball – 2:57 (John Herald, Ralph Rinzler, Bob Yellin)
3. It Ain't Me Babe – 3:16 (Bob Dylan)
4. The Death of Queen Jane (Child N°170) – 3:56 (Brano tradizionale)
5. Bachianas Brasileiras nr.5 - Aria – 6:12 (Heitor Villa-Lobos)
6. Go 'Way from My Window – 2:10 (John Jacob Niles)

Lato B
1. I Still Miss Someone – 3:10 (Johnny Cash, Roy Cash Jr.)
2. When You Hear Them Cuckoos Hollerin' – 2:45 (Brano tradizionale)
3. Birmingham Sunday – 3:58 (Richard Fariña)
4. So We'll Go No More A-Roving – 1:42 (Richard Dyer-Bennet, da un poema di Lord Byron)
5. O' Cangaceiro – 2:18 (Turner, Carr (testo); Alfredo Ricardo Do Nascimento (musica))
6. The Unquiet Grave (Child N°78) – 4:19 (Brano tradizionale)

Edizione CD del 2002, pubblicato dalla Ace Vanguard Masters Records (79700)
1. There But for Fortune – 3:11 (Phil Ochs)
2. Stewball – 2:57 (John Herald, Ralph Rinzler, Bob Yellin)
3. It Ain't Me Babe – 3:18 (Bob Dylan)
4. The Death of Queen Jane – 3:48 (Brano tradizionale)
5. Bachianas Brasileiras nr.5 - Aria – 6:14 (Heitor Villa-Lobos)
6. Go 'Way from My Window – 2:11 (John Jacob Niles)
7. I Still Miss Someone – 3:11 (Johnny Cash, Roy Cash Jr.)
8. When You Hear Them Cuckoos Hollerin' – 2:47 (Brano tradizionale)
9. Birmingham Sunday – 3:59 (Richard Fariña)
10. So We'll Go No More A-Roving – 1:42 (Richard Dyer-Bennet, Lord Byron)
11. O' Cangaceiro – 2:16 (Alfredo Ricardo Do Nascimento)
12. The Unquiet Grave (Child N°78) – 4:19 (Brano tradizionale)
13. Tramp on the Street – 3:55 (Grady Cole, Hazel Cole) – Bonus Track
14. Long Black Veil – 2:41 (Danny Dill, Marijohn Wilkin) – Bonus Track

## Musicisti
- Joan Baez - chitarra, voce
- Maurice Abravanel - conduttore musicale (brano: Bachianas Brasileiras nr.5 - Aria)
- David Soyer - violoncello solista (brano: Bachianas Brasileiras nr.5 - Aria)
- Sconosciuti - otto violoncelli (brano: Bachianas Brasileiras nr.5 - Aria)
- Gino Foreman - chitarra (brano: When You Hear Them Cuckoos Hollerin')

Note aggiuntive
- Maynard Solomon - produttore originale LP
- Mark Spector - produttore riedizione su CD
- Langston Hughes - note retrocopertina album originale
- Arthur Levy - note libretto CD
- Brano bonus: Tramp on the Street prima versione registrata in studio nella stessa sessione di Joan Baez/5 (ma non compresa nell'album originale)
- Brano bonus: Long Black Veil prima versione registrata in studio nella stessa sessione di Joan Baez/5 (ma non compresa nell'album originale)[8]